# Прогноза
Прогноза (грч.: πρόγνωσις - предвиђање) је медицински термин за предвиђање вероватноће или очекиваног развоја болести, укључујући да ли ће се знаци и симптоми побољшати или погоршати (и колико брзо) или ће остати стабилни током одређеног времена времена. Прњема томе прогноза се односи на предвиђање будућег стања пацијента на основу његових садашњих околности, и обично је изражена терминима као што су „одлично“, „добро“, „повољно“, „неповољно“, „задовољавајуће“, „лоше“, „сумњиво“ или „безнадежно“. Може се направити за различита стања, области лечења или укупну прогнозу пацијента. 
Прогноза је и  очекивања квалитета живота, као што је способност обављања свакодневних активности или потенцијал за компликације и повезане здравствене проблеме и укључује и вероватноћу преживљавања (или очекивани животни век). 

## Историја
Једно од најранијих писаних дела медицине је Хипократова „Књига прогнозе“, написана око 400. године пре нове ере. Ово дело почиње следећом изјавом:
...Чини ми се да је најизврснија ствар за лекара да негује прогнозу; јер предвиђањем и прорицањем, у присуству болесних, садашњости, прошлости и будућности, и објашњавањем пропуста које су пацијенти починили, биће лакше веровати да је упознат са околностима болесних; тако да ће људи имати поверења да се повере таквом лекару.
За лекаре 19. века, посебно оне који су следили француску школу медицине, главни циљ медицине није био лечење болести, већ постављање медицинске дијагнозе и постизање задовољавајуће прогнозе за пацијента.
Тек неколико деценија касније фокус напора у западној медицини померио се на лечење болести.

## Основне информације
Прогноза се предвиђа на основу:
- нормалног тока дијагностиковане болести,
- физичког и менталног стања појединца,
- доступних третмана,
- додатних фактора.

Комплетна прогноза укључује очекивано трајање, функцију и опис тока болести, као што су :
- прогресивно погоршање,
- повремена криза,
- изненадна криза,
- непредвидива криза.

Када се примене на велике статистичке популације, прогностичке процене могу бити веома тачне: на пример, изјава:
...45% пацијената са тешким септичким шоком ће умрети у року од 28 дана,
може се изнети са извесном сигурношћу, јер су претходна истраживања показала да је овај проценат пацијената умро. Ови статистички подаци се не односе на прогнозу за сваког појединачног пацијента, јер фактори специфични за пацијента могу значајно променити очекивани ток болести, па су потребне додатне информације да би се утврдило да ли пацијент припада групи од 45% оних који ће умрети или 55% оних који ће преживети.

## Методологија

### Индикатори болести и прогнозе
Прогностичко бодовање се често користи за предвиђања нпр. исхода рака. Манчестерски скор је индикатор прогнозе за рак плућа малих ћелија. За Не-Хоџкинов лимфом, лекари су развили Међународни прогностички индекс за предвиђање исхода болести код пацијента.
Друге медицинске области у којима се користе прогностички индикатори су оштећење јетре изазвано лековима (DILI) (Хајев закон) и употреба теста оптерећења као прогностичког индикатора након инфаркта миокарда, који се такође користи за означавање стопе преживљавања мултиплог мијелома.

### Колико су добри тренутни системи бодовања?
Предвиђање исхода никада не може бити савршено. Па у том смислу не само да су описи повређених пацијената сигурно непотпуни, већ ће компликације, које се могу јавити недељама након повреде и довести до касне смртности, увек бити немогуће предвидети са сигурношћу. Тренутно доступни системи бодовања за пацијенте на интензивној нези углавном нису прецизнији у својим предвиђањима смртности него што су то клиничари. Овај ниво тачности може бити тешко побољшати, јер се сам људски мозак може сматрати чудесно моћним рачунаром, оптимизованим еонима да би правио тачне класификације.
TRISS модел (једначине за оцену тежине трауме и повреда) осмишљен је за предвиђање након трауме и тренутно  је најшире коришћен и има теоријску предност коришћења информација о повредама пацијента (ISS, тупе/продорне), физиолошком поремећају (RTS) и физиолошкој резерви (старост) за постизање предвиђања. Иако су сви ови улази у модел, према данашњим статистичким стандардима, прилично несофистицирани описи фактора које треба да квантификују, коначно предвиђање једначином за оцену тежине трауме и повреда (TRISS) у целини снажно раздваја преживеле од непреживелих (ROC = 0,95). Нажалост, једначина за оцену тежине трауме и повреда (TRISS) не само да није линеарно повезан са морталитетом, већ није ни монотоно повезан са морталитетом, што снажно сугерише да се једначина за оцену тежине трауме и повреда (TRISS) мора побољшати.

### Крај живота
Студије су откриле да је већина лекара превише оптимистична када даје прогнозу; и често имају тенденцију да прецене колико дуго пацијент може живети. За пацијенте који су критично болесни, посебно оне на одељењу интензивне неге, постоје нумерички прогностички системи бодовања који су прецизнији од субјективне процене. Најпознатији од њих је APACHE II скала, која је најтачнија када се примени седам дана пре предвиђене смрти пацијента.
Познавање прогнозе помаже у одређивању да ли је разумније покушати одређене третмане или их одложити. Тиме се постиже остваривање важна улога у одлукама о крају живота и планирању унапред одређене врсте неге.

## Проценитељ
Процењитељ (који је у статистици, функција која повезује вредност параметра који треба проценити са сваким могућим узорком) обично се користе за описивање прогноза и  он укључује:
- Преживљавање без прогресије - временски период током и након лекова или лечења током којег се болест која се лечи (обично рак) не погоршава.
- Стопу преживљавања - која показује проценат људи у студији или групи за лечење који су живи у датом временском периоду након дијагнозе.
- Време преживљавања - преостали животни век. Ако није другачије назначено, генерално почиње од времена дијагнозе.